# Dermatocarpon reticulatum
Dermatocarpon reticulatum är en lavart som beskrevs av Hugo Magnusson. Dermatocarpon reticulatum ingår i släktet Dermatocarpon och familjen Verrucariaceae.   Inga underarter finns listade i Catalogue of Life.